# Grant Williams (Basketballspieler)
Grant Dean Williams (* 30. November 1998) ist ein US-amerikanischer Basketballspieler, der für die Charlotte Hornets in der National Basketball Association (NBA) spielt. Er spielte College-Basketball für die Tennessee Volunteers. Williams ist 1,98 Meter groß und spielt als Power Forward. Der Basketballer aus Houston, Texas wurde im NBA-Draft 2019 an 22. Stelle ausgewählt.

## College
Williams wurde als Mitglied der Hochschulmannschaft der University of Tennessee unter die besten Spieler der Southeastern-Conference gewählt. Er wurde zweimal in Folge als Spieler des Jahres der SEC (2017/18 und 2018/19) ausgezeichnet und wurde damit der erste Spieler seit Corliss Williamson (1994 und 1995), dem das gelang. Er führte Tennessee im Jahr 2018 unter die besten 32 und 2019 unter die besten 16 Mannschaften im NCAA-Meisterschaftsturnier.

## Professionelle Karriere

### Boston Celtics (seit 2019)

#### Die ersten beiden Profi-Jahre
Williams wurde im NBA-Draftverfahren 2019 an 22. Stelle von den Boston Celtics ausgewählt. Am 11. Juli 2019 gab Boston Williams’ Verpflichtung bekannt, er erhielt einen Vierjahresvertrag mit einem Gesamtgehalt von 11,8 Millionen US-Dollar. Am 23. Oktober 2019 gab Williams sein Profidebüt, er wurde im Spiel gegen die Philadelphia 76ers, das die Celtics mit 93:107 verloren, eingewechselt. In diesem Spiel erzielte Williams einen Rebound. Williams bekam anfangs wenig Spielzeit, zu seinen vorrangigen Aufgaben gehörten das Verteidigen, das Einsammeln von Rebounds und das Geben von Energieschüben. Am 4. Dezember 2019 spielte Williams sein erstes Spiel in der National Basketball Association von Anfang an. In diesem Spiel gewannen die Boston Celtics gegen die Miami Heat, dabei kam Williams auf insgesamt 17 Minuten Einsatzzeit. Ein paar Wochen später erzielte Williams bei einem Sieg gegen die Detroit Pistons 18 Punkte, er traf acht seiner zehn Würfe. Williams schloss sein erstes NBA-Jahr mit etwas mehr als durchschnittlich 15 Minuten Spielzeit (69 Einsätze) ab. Dabei kam er auf durchschnittlich 3,4 Punkten und 2,6 Rebounds. In seiner zweiten NBA-Saison (20/21) wurde Williams etwas effektiver, ohne signifikant mehr Zeit auf dem Platz zu stehen. Insbesondere konnte er seine Effizienz beim Dreipunktewurf deutlich von 25 % im Vorjahr auf 37,2 % steigern.

#### Saison 21/22 und 22/23
In seiner dritten NBA-Saison (21/22) schaffte Williams bei den Celtics so langsam seinen Durchbruch und stand jetzt durchschnittlich 24,4 Minuten auf dem Parkett, im Vorjahr waren es noch 6 Minuten weniger. Auch konnte Williams auch im dritten Jahr seine Effizienz noch einmal steigern und schoss jetzt über 41 % von der Dreipunktelinie. Er beendete die Saison mit 77 Einsätzen in der regulären Saison und konnte hierbei durchschnittlich 7,8 Punkte sowie 3,6 Rebounds auflegen. Auch hatte er mit den Celtics eine durchaus erfolgreiche Playoff-Serie und konnte die NBA-Finals erreichen. Hier unterlag man jedoch den Golden State Warriors.

## Karriere-Statistiken

### NBA

#### Reguläre Saison
| Saison  | Team               | GP  | GS  | MPG  | FG % | 3P % | FT % | RPG | APG | SPG | BPG | PPG  |
| ------- | ------------------ | --- | --- | ---- | ---- | ---- | ---- | --- | --- | --- | --- | ---- |
| 2019–20 | Boston             | 69  | 5   | 15.1 | .412 | .250 | .722 | 2.6 | 1.0 | 0.4 | 0.5 | 3.4  |
| 2020–21 | Boston             | 61  | 9   | 18.1 | .437 | .372 | .588 | 2.8 | 1.0 | 0.5 | 0.4 | 4.7  |
| 2021–22 | Boston             | 77  | 21  | 24.4 | .475 | .411 | .905 | 3.6 | 1.0 | 0.5 | 0.7 | 7.8  |
| 2022–23 | Boston             | 79  | 23  | 25.9 | .454 | .395 | .770 | 4.6 | 1.7 | 0.5 | 0.4 | 8.1  |
| 2023–24 | Dallas / Charlotte | 76  | 43  | 28.0 | .456 | .375 | .757 | 4.2 | 2.3 | 0.6 | 0.5 | 10.3 |
| Gesamt  | Gesamt             | 364 | 101 | 22.6 | .453 | .377 | .768 | 3.6 | 1.4 | 0.5 | 0.5 | 7.0  |

#### Play-offs
| Saison  | Team   | GP | GS | MPG  | FG % | 3P % | FT %  | RPG | APG | SPG | BPG | PPG |
| ------- | ------ | -- | -- | ---- | ---- | ---- | ----- | --- | --- | --- | --- | --- |
| 2019–20 | Boston | 17 | 0  | 10.0 | .577 | .588 | .700  | 1.5 | 0.4 | 0.1 | 0.3 | 2.8 |
| 2020–21 | Boston | 5  | 0  | 11.4 | .500 | .500 | 1.000 | 2.0 | 0.8 | 0.2 | 0.8 | 3.4 |
| 2021–22 | Boston | 24 | 5  | 27.3 | .433 | .393 | .808  | 3.8 | 0.8 | 0.3 | 0.8 | 8.6 |
| 2022–23 | Boston | 15 | 0  | 17.7 | .472 | .450 | .800  | 2.2 | 1.2 | 0.3 | 0.4 | 5.1 |
| Gesamt  | Gesamt | 61 | 5  | 18.8 | .461 | .433 | .800  | 2.6 | 0.8 | 0.3 | 0.5 | 5.7 |

### College
| Saison  | Team      | GP  | GS  | MPG  | FG % | 3P % | FT % | RPG | APG | SPG | BPG | PPG  |
| ------- | --------- | --- | --- | ---- | ---- | ---- | ---- | --- | --- | --- | --- | ---- |
| 2016–17 | Tennessee | 32  | 29  | 25.4 | .504 | .375 | .667 | 5.9 | 1.1 | .8  | 1.9 | 12.6 |
| 2017–18 | Tennessee | 35  | 35  | 28.8 | .473 | .120 | .764 | 6.0 | 1.9 | .6  | 1.3 | 15.2 |
| 2018–19 | Tennessee | 37  | 37  | 31.9 | .564 | .326 | .819 | 7.5 | 3.2 | 1.1 | 1.5 | 18.8 |
| Gesamt  | Gesamt    | 104 | 101 | 28.9 | .516 | .291 | .758 | 6.5 | 2.1 | .9  | 1.5 | 15.7 |

## Persönliches Leben
Seine Mutter Teresa Johnson ist Elektroingenieurin bei der NASA. Sein Vater Gilbert ist Jazzmusiker und war wie sein Sohn Sportler auf Hochschulebene. Außerdem arbeitete er als Leibwächter für Musiker wie Prince. Williams lehnte Angebote von Universitäten der Ivy League wie Havard und Yale ab, um an der University of Tennessee zu studieren. Williams erlangte dort in drei Jahren einen Abschluss in Betriebswirtschaftslehre.
Williams warf ehrenhalber den ersten Pitch beim Baseballspiel der Boston Red Sox am 7. August 2019.
Er ist ein Cousin der ehemaligen NBA-Spieler Salim und Damon Stoudamire.
Im Jahr 2022 gab sich Williams mit „Batman“ selbst einen Spitznamen, nachdem er in einem Spiel gegen die Denver Nuggets Nikola Jokic blockte, den einige als den Joker bezeichnen. Der Spitzname setze sich auch in der Fangemeinde durch. Halloween 2022 erschien Williams in einem Batman-Kostüm zum Spiel und gab auch als Batman der Presse Interviews.